# Paleokonservatisme
Paleokonservatisme er en politisk filosofi og variation af konservatisme i USA, der bygger på amerikansk nationalisme, kristne værdier, regionalisme og traditionalistisk konservatisme. Paleokonservatismens bekymringer er forendelige med dem fra det såkaldte Old Right i USA, der var imod New Deal i 1930'erne og 1940'erne, ligesom deres bekymringer er forendelige med paleolibertarisme og højrefløjspopulisme.
Begreberne nykonservativ og paleokonservativ blev skabt efter Vietnamkrigens udbrud og det skel, som denne krig frembragte, blandt de konservative i USA – mellem interventionisterne og isolationisterne. Dem, der gik ind for Vietnamkrigen, blev efterfølgende kendt som de nykonservative (interventionister), da disse markerede en afgørende splittelse fra den nationalistiske isolationisme, som de traditionalistiske konservative (isolationister) havde tilsluttet sig indtil dette tidspunkt.
Ifølge den forskeren Michael Foley ønsker paleokonservative restriktioner på immigration og en tilbagerulning af multikulturelle programmer og de storstilede demografiske ændringer, som dette har medført. Ligeledes ønsker de en decentralisering af føderal politik, større kontrol med frihandelen, større vægt på økonomisk nationalisme og en ikke-interventionistisk amerikansk udenrigspolitik". Historikeren George Hawley har sagt, at selvom Donald Trump er påvirket af paleokonservatisme, er Donald Trump ikke selv en paleokonservativ, men snarere en højreorienteret nationalist og populist. Uagtet af hvordan Trumps egen filosofi er kategoriseret, betragter andre den bevægelse han skabte og var en del af, Trumpisme, som en støtte til og/eller en rebranding af paleokonservatisme.